# Doboszowice

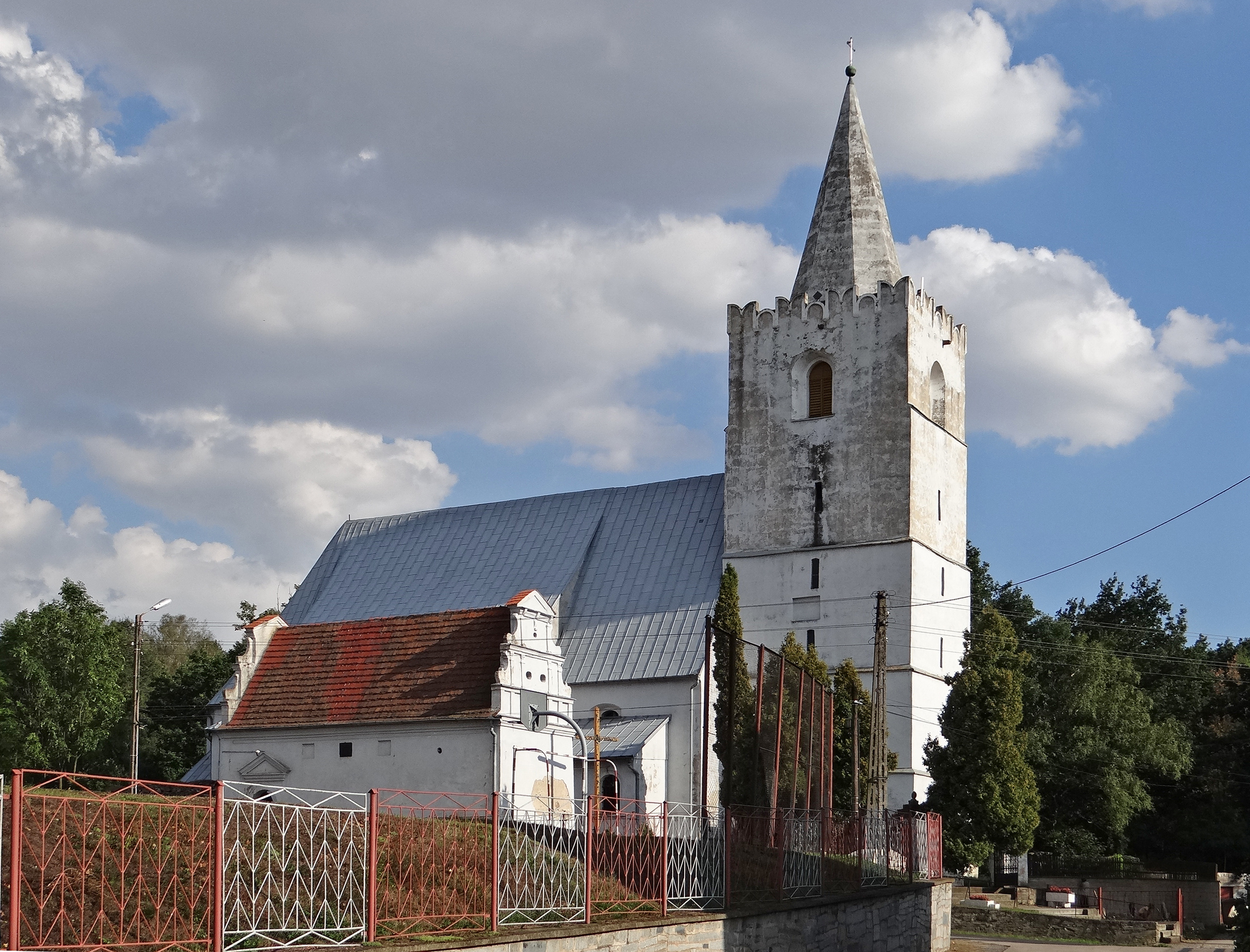
Pfarrkirche St. Nikolaus

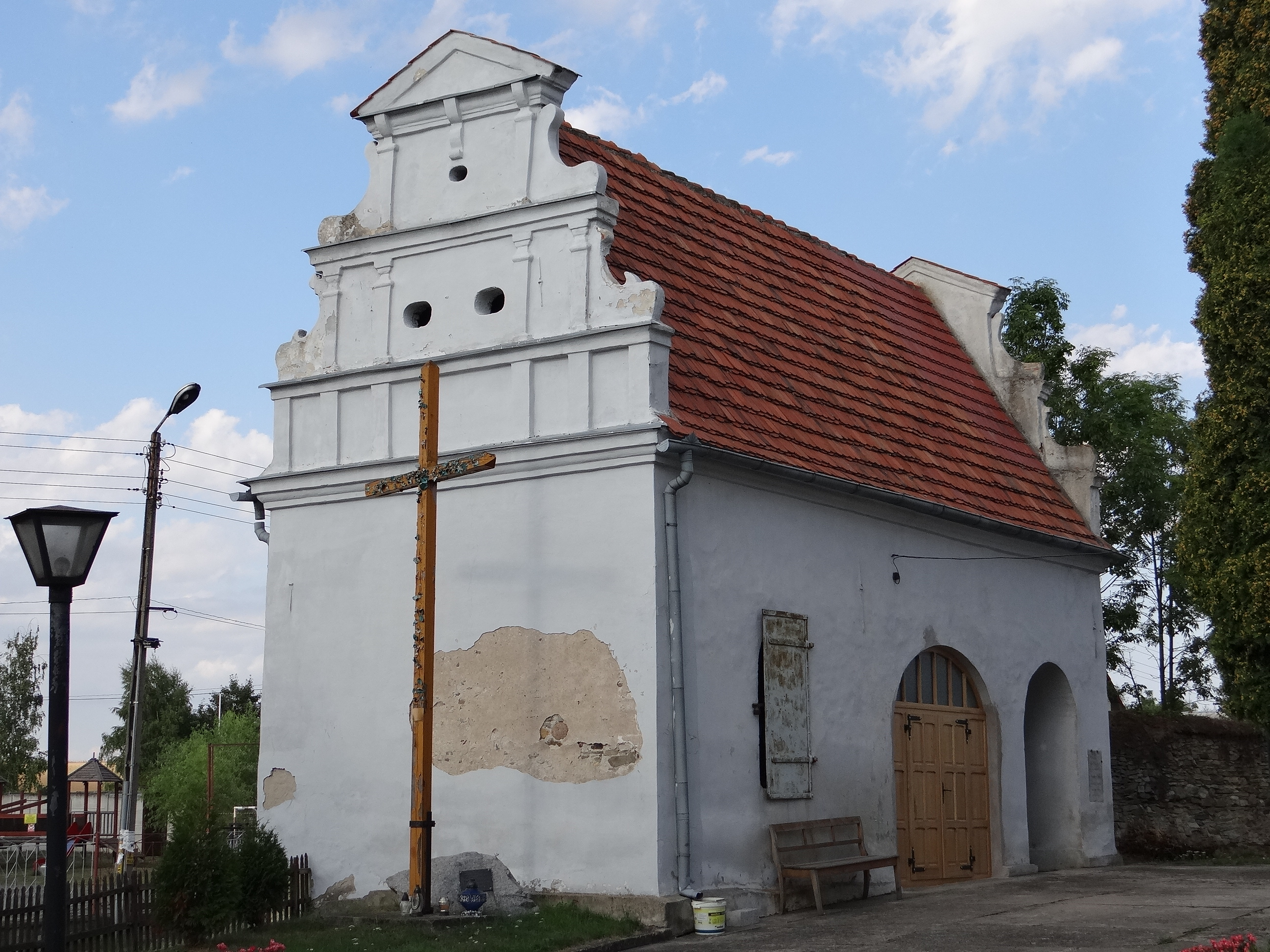
Torgebäude

Doboszowice (deutsch: Hertwigswalde) ist ein Ort in der Stadt- und Landgemeinde Kamieniec Ząbkowicki (Kamenz) im Powiat Ząbkowicki der Woiwodschaft Niederschlesien in Polen.

## Geographie
Das Bauerndorf in einer fruchtbaren Ackerlandschaft liegt in Mittelschlesien östlich des Reichensteiner Gebirges. Nachbarorte sind Niedźwiedź (Bärdorf) im Norden, Paczków (Patschkau) im Südosten, Kamieniec Ząbkowicki (Kamenz) im Westen und Starczów  (Alt Altmannsdorf) im Nordwesten. Im Süden befindet sich das Naherholungsgebiet des Stausees Jezioro Paczkowskie. Die Bahnstation Doboszowice liegt etwa zwei Kilometer südwestlich des Ortes an der Strecke Kamieniec Ząbkowicki–Nysa.

## Geschichte
Hertwigswalde entstand vermutlich im 12. Jahrhundert als ein Haufen- oder Reihendorf, bei dem zu beiden Seiten der Dorfstraße die Bauerngehöfte und dahinter die einzelnen Hufen Garten, Feld und Wiese lagen. Es gehörte zunächst zum Herzogtum Breslau und nach dessen Teilung 1290 zum Herzogtum Schweidnitz. 1321 gelangte es an das neu begründete Herzogtum Münsterberg, dessen Herzog Bolko II. erst 1336 sein Gebiet als ein Lehen an die Krone Böhmen übertrug, die ab 1526 die Habsburger innehatten.
Im Jahr 1416 verkauften die Herzöge Johann I. und Heinrich II. von Münsterberg die Herrschaft Neuhaus, zu der Hertwigswalde gehörte, an den Breslauer Bischof Wenzel von Liegnitz. Dadurch gelangte es an das Fürstentum Neisse, in dem die Bischöfe von Breslau seit 1290 neben der geistlichen auch die weltliche Macht ausübten. Um die Mitte des 15. Jahrhunderts war Hertwigswalde im Besitz der Schoff. Für das Jahr 1569 sind 44 Bauern in Hertwigswalde belegt.
1582 gelangte Hertwigswalde zusammen mit anderen Orten des Fürstentums Neisse an Albrecht von Maltitz, der einem Meissnischen Uradel entstammte, dessen Stammsitz Dippoldiswalde war. Albrechts ältester Sohn Christoph von Maltitz († 1611), der 1585–1608 als Landeshauptmann des Fürstentums Neisse belegt ist, erbte u. a. Hertwigswalde, Weißwasser und Rothwasser. Ihm folgte sein Sohn Johann Sigmund von Maltitz. Im Dreißigjährigen Krieg wurde Hertwigswalde 1638 verwüstet. Die Herren von Maltitz mussten schließlich das Gut Hertwigswalde verkaufen. Ab 1655 gehörte es Georg Reichsgraf von Hoditz und ab 1661 dessen Sohn Maximilian. Im Jahre 1666 erbte Maximilians Witwe, Elisabeth, geborene von Dohna den Besitz, der danach ihrem zweiten Ehemann Erdmann Ferdinand Pavlovský von Pavlovitz zufiel. Er hinterließ das Gut 1684 seiner Witwe Margarethe Florentine, geborene von Zierotin. Im Jahre 1687 erbte Pavlovskýs Schwiegersohn Franz Karl Graf von Liechtenstein-Kastelkorn Hertwigswalde. 1709 übernahm dessen Sohn Jakob Ernst von Liechtenstein-Kastelkorn den Besitz. 
Nach dem Ersten Schlesischen Krieg 1742 fiel Hertwigswalde wie fast ganz Schlesien an Preußen; das böhmische Weißwasser verblieb bei Böhmen. Nach dem Tod des Bischofs von Liechtenstein-Kastelkorn erbte 1747 dessen Neffe Karl Otto Graf von Salm und Neuburg den Besitz. 1766 erbte Karl von Salm und Neuburg die Herrschaft Hertwigswalde mit Weißwasser; mit seinem Tode erlosch 1784 die Linie Salm-Neuburg im Mannesstamme. Gemeinschaftliche Erbinnen waren seine drei Töchter Maria Antonia Czernin von und zu Chudenitz, Ernestine von Lamberg und Maria Henriette zu Herberstein. Im Jahre 1794 trennten die drei Schwestern das Gut Weißwasser von Hertwigswalde ab und verkauften es an Anton Reichsgraf von Schlegenberg.
1810 wurde das Fürstentum Neisse durch Säkularisation aufgelöst. Erst bei der Neuordnung der Kreisgrenzen 1816 wurde Hertwigswalde wieder mit dem Münsterberger Gebiet, dem Landkreis Münsterberg vereint. 1874 wurde der Amtsbezirk Hertwigswalde gebildet, zu dem der gleichnamige Gutsbezirk gehörte. Nach der Aufhebung des Landkreises Münsterberg im Jahr 1932 wurde es dem Landkreis Frankenstein zugeschlagen, mit dem es bis 1945 verbunden blieb. 1939 wurden in Hertwigswalde 1178 Einwohner gezählt.
Als Folge des Zweiten Weltkriegs fiel Hertwigswalde 1945 an Polen und wurde in Doboszowice umbenannt. Die deutsche Bevölkerung wurde, soweit sie nicht vorher geflohen war, 1946/47 vertrieben. Die neu angesiedelten Bewohner waren zum Teil Zwangsvertriebene aus Ostpolen, das an die Sowjetunion gefallen war. 1975 bis 1998 gehörte Doboszowice zur Woiwodschaft Wałbrzych (Waldenburg).

## Sehenswürdigkeiten
- Die Pfarrkirche St. Nikolaus wurde erstmals 1293 erwähnt und im 14. Jahrhundert neu errichtet. Umbauten erfolgten im 16. Jahrhundert, 1616–1623 und im 19. Jahrhundert. Der Hauptaltar stammt aus dem 19. Jahrhundert, Seitenaltäre und Kanzel sind spätbarock. Die Figur des hl. Nikolaus im Hochaltar ist jeweils nur in der Woche um den 6. Dezember zu sehen. Sonst ist sie durch ein Muttergottesbild aus Galizien verdeckt.
- Der Torbau an der Kirche mit Kreuzgewölbe und Stuckdekoration entstand 1623.

## Persönlichkeiten
- Jakob Ernst von Liechtenstein-Kastelkorn (1690–1747), Bischof von Seckau, Fürstbischof von Olmütz und Fürsterzbischof von Salzburg.